# Nur nicht weich werden, Susanne!
Nur nicht weich werden, Susanne! ist ein antisemitischer deutscher Spielfilm mit dem Untertitel Eine Groteske aus vergangener Zeit, der ab 1934 von der Berliner Cserepy-Tonfilmproduktion GmbH produziert und am 24. Januar 1935 veröffentlicht wurde.

## Handlung
Der Film spielt im Filmmilieu gegen Ende der Weimarer Republik vor dem Hintergrund der Weltwirtschaftskrise. Die Titelfigur Susanne ist eine arbeitslose Statistin, der ein Regieassistent eine Nebenrolle in dem Kitschfilm Lieb mich mal in Honolulu vermittelt. Die Produzenten sind Juden, die als geldgierig und lüstern dargestellt werden und zugleich eine illegale Spielbank betreiben. Als ein Besucher Selbstmord begeht, entführen die Filmproduzenten zur Ablenkung Susanne und eine weitere Schauspielerin. Georg, Susannes Verlobter befreit die Frauen. Gemeinsam versuchen sie, die Schuld der Produzenten nachzuweisen. Infolge der im Film thematisierten Machtergreifung der Nationalsozialisten werden die Produzenten verhaftet und Susanne und Georg ein Ehepaar.

## Interpretation
Der Film entstand in der frühen Phase der nationalsozialistischen Herrschaft noch vor einer relativen Zurücknahme der NS-Propaganda um die Zeit der Olympischen Spiele 1936. Eine weitere Welle antisemitischer Filme begann im Jahre 1939.
Der Filmwissenschaftler Karsten Witte hat 1993 über den Film geschrieben:

„Doch es gibt einen deutschen Regisseur. Der kämpft für den ‚sauberen, künstlerischen‘ Film – und will im Studio einen Realismus durchsetzen, den keiner ernst nimmt. (…) Diese dürftige Komödie hat zwei innere Feinde: den jüdischen Mann, dessen erotisches Begehren denunziert wird, und die autonome Frau, deren künstlerische Selbstverwirklichung erst ermutigt, dann erledigt wird. Der ästhetische Gegner heißt Realismus, der unterwandert und dann entkräftet wird (…) Im Dritten Reich soll daraus wieder die formende Kraft des Illusionismus werden.“

Der Kritiker David Stewart Hull vermutet, die offensichtlich schlechte Qualität des Drehbuches habe dazu beigetragen, dass Willi Krause, der seit Februar 1934 die neugeschaffene Position eines Reichsfilmdramaturgen bekleidete, bei Propagandaminister Joseph Goebbels in Ungnade fiel und zum April 1936 abgelöst wurde.